# Dorel Dorian
Dorel Dorian (n. 6 mai 1930 - 5 noiembrie 2014) a fost un scriitor și deputat român în legislaturile 1996-2000 și 2000 - 2004, ales în municipiul București pe listele partidului Grupul parlamentar al minorităților naționale.

## Biografie
A debutat ca autor de SF în Colecția „Povestiri științifico-fantastice” nr. 255-256 din iulie 1965 cu povestirea „El și Ea”.
În legislatura 1996-2000 a fost ales deputat în circumscripția electorală nr.41 București din partea FCER (Federația Comunităților Evreiești din România) și a făcut parte din formația politică Grupul parlamentar al minorităților naționale. A fost Secretar la Comisia pentru politică externă, Secretar la Comitetul Director al Grupului Român al Uniunii Interparlamentare (din feb. 1999) și Președinte la Grupul parlamentar de prietenie cu Statul Israel (din feb. 1997).
În legislatura 2000-2004 a fost ales deputat în circumscripția electorală nr.42 București, din partea aceleiași formațiuni politice, fiind vicelider la grupul parlamentar al minorităților naționale, vicepreședinte la Comisia pentru politică externă, membru în grupul parlamentar de prietenie cu Canada și în  grupul parlamentar de prietenie cu Statul Israel.
A fost redactor al Almanah Magazin 1993 sau Paranormal 2000.

## Scrieri

### Volume publicate
- Secunda 58, teatru, Editura pentru Literatură, 1969
- Teatru, Editura pentru Literatură, 1969
- Ficțiuni pentru revolver și orchestră (Colecția SF, Editura Tineretului, 1970).[7]
- Dacă vei fi întrebat..., teatru, Colecția Rampa, Editura Eminescu, 1979
- Cu toată dragostea. Confesiune târzie, teatru, Editura Eminescu, Colecția Rampa, 1986
- Anchetatorul S.F. și forțele oculte, Editura Universal Dalsi, 1995
- Evocarea dramatică. Foc în Calea Văcărești, teatru, Editura Universal Dalsi, 1999
- Paranormal 2000, spiritualitate și religie, Editura Universal Dalsi, 2002

### Nonficțiune
- Mileniul II, ultimul sfert de oră (1988, Editura Politică)

### Ficțiune scurtă
- „El și Ea” (1965)[3]
- „30 de ani de tăcere” (1970) - în volumul Ficțiuni pentru revolver și orchestră [3]
- „Adio, domnule S.H.!” (1970) - în volumul Ficțiuni pentru revolver și orchestră [3]
- „Arheo Vlastia” (1970) - în volumul Ficțiuni pentru revolver și orchestră [3]
- „Elegie pentru ultimul Barlington” (1970) Tradusă în franceză ca Elégie pour le dernier Barlington (1975), a apărut și în Povestiri ciberrobotice (1986). Povestire din volumul Ficțiuni pentru revolver și orchestră.[3] Renumitul cibernetician și logician Teo Celan a devenit criminalist și apoi scrie memoriile despre propria anchetă. El construiește un super-robot pentru descifrarea misterelor criminalistice, acesta pare a fi un amestec între Susan Calvin și Elijah Baley din Seria Roboților a lui Isaac Asimov.[3]
- „Improbabilul Quasifer” (1970) - în volumul Ficțiuni pentru revolver și orchestră [3]
- „Îndrăgostiții din Süe-Anmar” (1970) - în volumul Ficțiuni pentru revolver și orchestră [3]
- „O anticrimă perfectă” (1970) - în volumul Ficțiuni pentru revolver și orchestră [3]
- „Scrisoare deschisă adresată corporației de criminalogie” (1970) - în volumul Ficțiuni pentru revolver și orchestră [3]
- „Sfârșitul marelui oracol” (1970) - în volumul Ficțiuni pentru revolver și orchestră [3]
- „Totul pe o singură carte” (1970) Tradusă în germană ca Alles auf eine Karte (1983) și Alles wurde auf eine Karte gesetzt (1984)
- „Teama” (1983)[3]
- „Pacific 2045” (1984)[3]
- „Cădere de cortină” (1985)[3]
- „Scrisoare deschisă adresată corporației de criminologie privind decesele prin "solo fagot"” (1990)